# Gintarasiella
Gintarasiella is een monotypisch geslacht van korstmossen behorend tot de familie Teloschistaceae. Het bestaat alleen uit de soort Gintarasiella aggregata.